# Westfield Mokotów
Westfield Mokotów, do 2022 Galeria Mokotów – centrum handlowo-rozrywkowe znajdujące się w dzielnicy Mokotów w Warszawie, przy ul. Wołoskiej 12.

## Opis

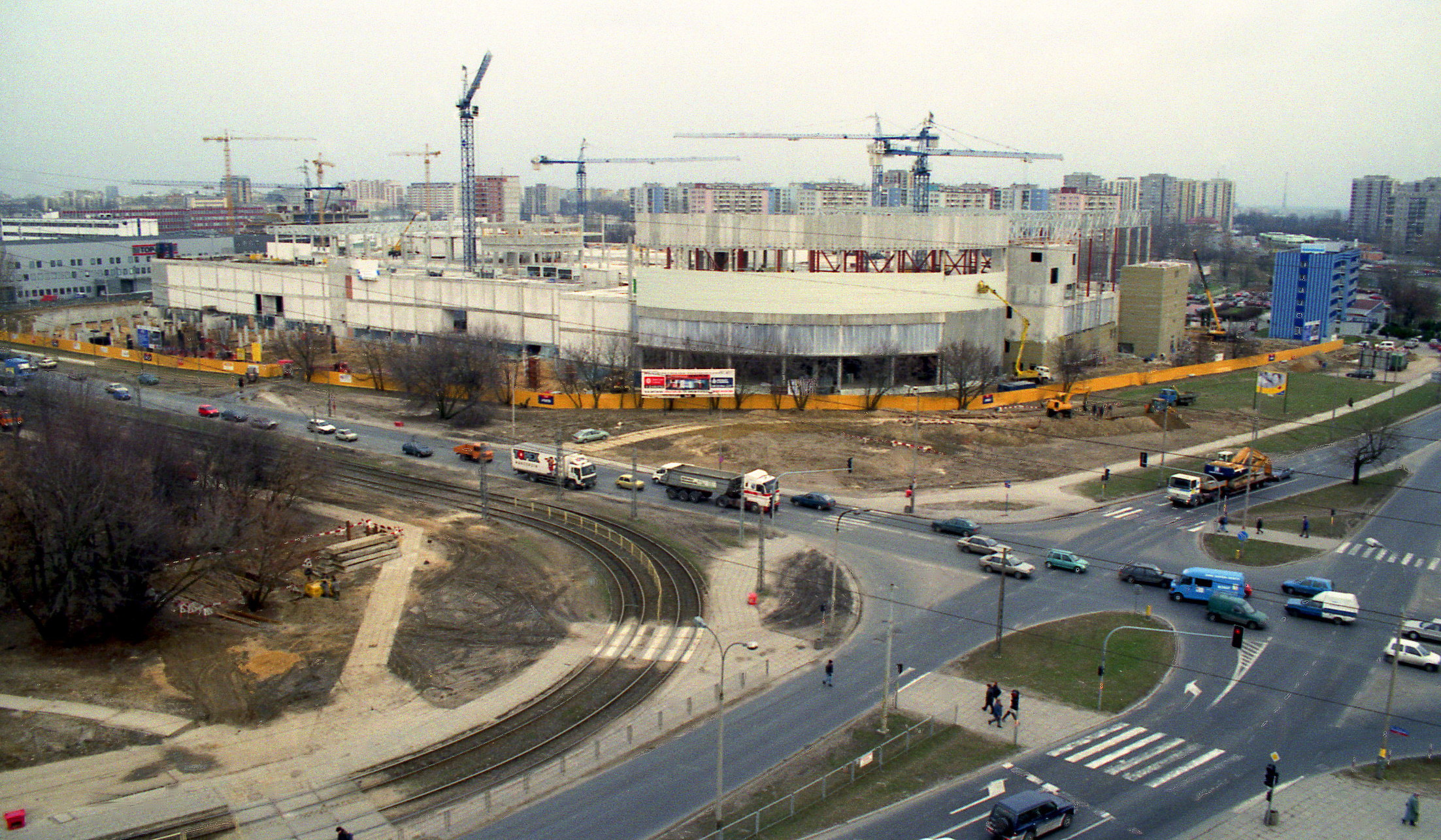
Budowa centrum (2000)

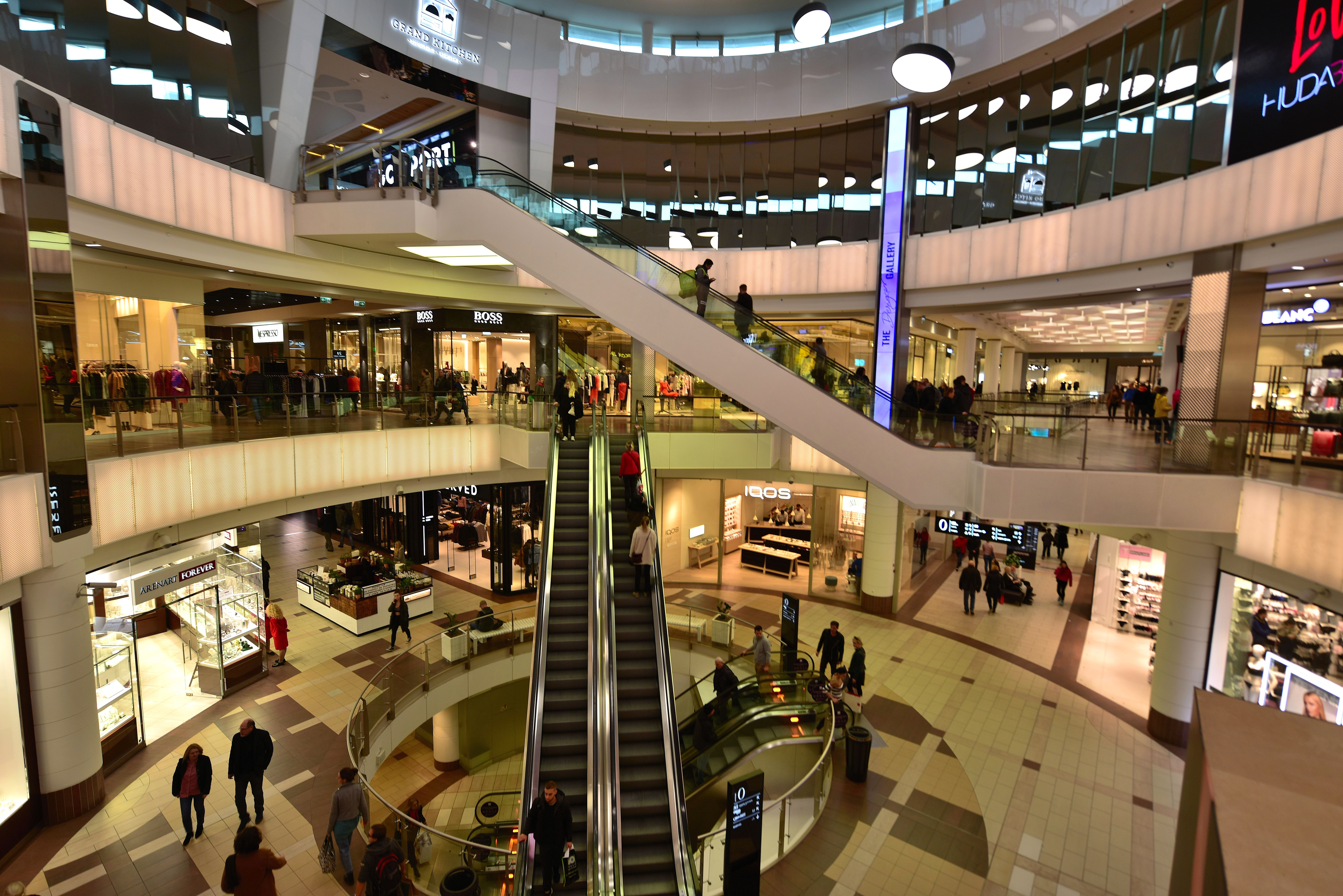
Wnętrze

Centrum zostało wybudowane na terenie po dawnej Fabryce Półprzewodników „Tewa” przez Globe Trade Centre SA (GTC) pod nazwą Galeria Mokotów. W czerwcu 2003 roku GTC i Rodamco Europe sfinalizowały umowę, w wyniku której Rodamco Europe objęło zarządzanie i 50% udziałów w centrum. Od 2011 jego właścicielem jest spółka Unibail-Rodamco-Westfield. Zostało oddane do użytku we wrześniu 2000. W wyniku dwukrotnej rozbudowy (2002 i 2006) jej powierzchnia handlowa zwiększyła się do 62,5 tys. m². W 2013 r. zakończyła się kolejna rozbudowa centrum, a w 2020 r. przebudowano strefę wejściową i rotundę. 
W 2020 na trzech poziomach znajdowało się m.in. 210 sklepów i punktów usługowych, 13 restauracji i barów i 11-salowe kino Cinema City. Na dachu budynku znajduje się pasieka.
29 września 2022 roku centrum zmieniło nazwę z Galerii Mokotów na Westfield Mokotów.